# ユーエスネイビーフラッグ
ユーエスネイビーフラッグ（U S Navy Flag） は、アメリカ合衆国生産でアイルランド調教の競走馬、種牡馬である。主な勝ち鞍は2017年ミドルパークステークス、デューハーストステークス、2018年ジュライカップである。

## 戦績

### 2歳時（2017年）
5月1日ナース競馬場の一般戦でデビューしたが4着と惜敗。その後のレースでも3着、3着、14着と惨敗が続き、7月1日カラ競馬場の未勝利戦で5戦目にして初勝利を挙げる。この後、ジュライステークス2着、G1初挑戦となったフェニックスステークス4着を挟み、8月27日のラウンドタワーステークスでは後続に6馬身差をつけ圧勝する。9月30日のミドルパークステークスは6番人気であったがフリートレビューの追撃を半馬身差で振り切りG1初制覇を飾ると、続くデューハーストステークスでは最内枠から好スタートを切って逃げると、最後はメンデルスゾーンに2馬身半差をつけ勝利、G1レース2連勝となった。11月にはアメリカに遠征しブリーダーズカップ・ジュヴェナイルに出走したが10着に終わったものの当年のカルティエ賞最優秀2歳牡馬に選出されている。

### 3歳時（2018年）
4月14日のアイリッシュ2000ギニートライアルステークスで始動したが最下位の4着。続くプール・デッセ・デ・プーランでも5着に終わる。中1週で挑んだアイリッシュ2000ギニーでは2着と逃げ粘ったが、セントジェームズパレスステークスでは8着と勝ち切れないレースが続いた。7月14日のジュライカップではゴール前で豪快に抜け出してG1レース3勝目を飾った。
夏以降はオーストラリア遠征を敢行。しかし、ジ・エベレスト9着、マニカトステークス14着、スプリントクラシック13着と全く振るわず、この遠征をもって現役を引退した。

## 種牡馬時代
2019年からアイルランドのクールモアスタッドで種牡馬入り。初年度の種付け料は2万5,000ユーロ（2018年11月時点のレートで約325万円）に設定された。

## 血統表
| ユーエスネイビーフラッグの血統 | ユーエスネイビーフラッグの血統 | ユーエスネイビーフラッグの血統 | （血統表の出典）     | （血統表の出典） |
| 父系                           | ダンジグ系                     | ダンジグ系                     | ダンジグ系           |                  |
| 父 War Front 2002              | 父の父Danzig 1977              | Northern Dancer                | Nearctic             | Nearctic         |
| 父 War Front 2002              | 父の父Danzig 1977              | Northern Dancer                | Natalma              |                  |
| 父 War Front 2002              | 父の父Danzig 1977              | Pas de Nom                     | Admiral's Voyage     | Admiral's Voyage |
| 父 War Front 2002              | 父の父Danzig 1977              | Pas de Nom                     | Petitioner           |                  |
| 父 War Front 2002              | 父の母Starry Dreamer 1994      | Rubiano                        | Fappiano             | Fappiano         |
| 父 War Front 2002              | 父の母Starry Dreamer 1994      | Rubiano                        | Ruby Slippers        |                  |
| 父 War Front 2002              | 父の母Starry Dreamer 1994      | Lara's Star                    | Forli                | Forli            |
| 父 War Front 2002              | 父の母Starry Dreamer 1994      | Lara's Star                    | True Reality         |                  |
| 母 Misty For Me 2008           | 母の父Galileo 1998             | Sadler's Wells                 | Northern Dancer      | Northern Dancer  |
| 母 Misty For Me 2008           | 母の父Galileo 1998             | Sadler's Wells                 | Fairy Bridge         |                  |
| 母 Misty For Me 2008           | 母の父Galileo 1998             | Urban Sea                      | Miswaki              | Miswaki          |
| 母 Misty For Me 2008           | 母の父Galileo 1998             | Urban Sea                      | Allegretta           |                  |
| 母 Misty For Me 2008           | 母の母Butterfly Gold 2001      | Storm Cat                      | Storm Bird           | Storm Bird       |
| 母 Misty For Me 2008           | 母の母Butterfly Gold 2001      | Storm Cat                      | Terlingua            |                  |
| 母 Misty For Me 2008           | 母の母Butterfly Gold 2001      | Mr P's Princess                | Mr Prospector        | Mr Prospector    |
| 母 Misty For Me 2008           | 母の母Butterfly Gold 2001      | Mr P's Princess                | Anne Campbell        |                  |
| 母系(F-No.)                    | (FN:16-h)                      | (FN:16-h)                      | (FN:16-h)            |                  |
| 5代内の近親交配                | Mr. Prospector 4×5×5           | Mr. Prospector 4×5×5           | Mr. Prospector 4×5×5 |                  |

- 全姉にファルマスステークス、ロートシルト賞、サンチャリオットステークスを制したRoly Polyがいる。